# 杰弗里·乔叟
杰弗里·乔叟（英語：Geoffrey Chaucer，约1340年—1400年10月25日），英国中世纪作家，被稱為“英國詩歌之父”、“中世紀英國文學之父”，其也是第一位葬在西敏寺詩人角的詩人。
杰弗里·乔叟為有名的作家、哲學家、鍊金術士及天文學家，曾和十歲的兒子路易斯合著有關星盤的科學論文。杰弗里·乔叟也擔任過官僚，朝臣和外交官。
杰弗里·乔叟的代表作《坎特伯雷故事集》，是一部長篇故事詩，由一群朝聖者在前往坎特伯雷的路上相互講述故事構成，反映了中世纪社会的各种层面，涵盖了宗教、爱情、喜剧、讽刺等主题。摆脱了旧时代诗作的脱离现实，矫揉造作的风格，通过塑造三十多个个性鲜明的人物，揭露了僧侣阶层的腐朽，严肃地考虑了妇女问题，反映了当时各色各样的人的生活和社会的全貌，因此杰弗里·乔叟被认为是英国中世纪文学和文艺复兴文学之间承上启下的人物。

## 生平

### 早年
乔叟的姓“chaucer”来自于法语“chausseur”意为“鞋匠”，其祖上在伊普斯维奇经商:Vol. I p. ix。乔叟的祖父和父亲约翰·乔叟都是伦敦的酒商，并为宫廷供应食品。1324年，约翰·乔叟曾被自己的一位姨妈绑架，目的是让他和自己的女儿结婚，以保全自己在伊普斯维奇的产业。这位姨妈被捕后被罚款250英镑，这说明乔叟家族家境殷实:xi–xii。大约在1340年左右，约翰·乔叟和阿格尼丝·考普顿结婚。考普顿的嫁妆包括她叔叔哈默的二十四座店铺。哈默据说是一位铸币商人。
杰弗里·乔叟的确切出生时间和地点都不清楚。但乔叟从少年时就参与王室事务，使有关他的文献记录是当时诗人中最完整的，不像写《把犁人皮尔斯的幻象》的威廉·兰格伦那样于史无征。在英王爱德华三世的儿媳，第四代阿尔斯特女伯爵伊丽莎白·德·巴勒1357年的家庭纪事册上，第一次出现了乔叟的名字，当时他通过父亲的关系，担任了女伯爵的侍童:xvii.。1359年，乔叟隨愛德華三世的部隊遠征法國，在兰斯附近被法軍俘虜。家人筹钱将其贖回，其中还包括爱德华三世的十六英镑十三先令四便士。1360年5月乔叟回到英国。

### 执行外交使命

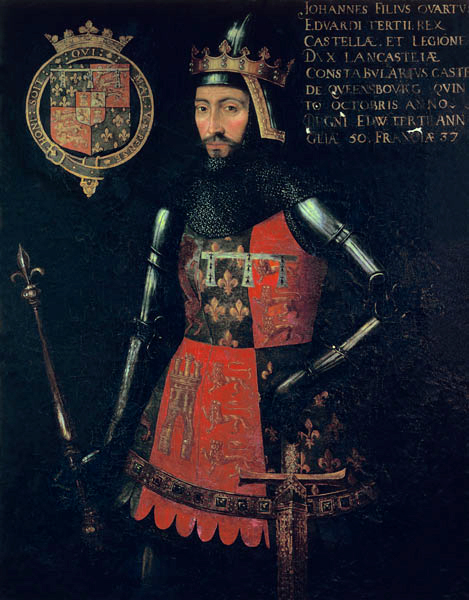
冈特的约翰，乔叟的恩主，后成为他的连襟

1360年下半年英法议和，乔叟奉命携带文件赴法国。之后的六年没有乔叟的记载，研究者认为他这一段是在律师学院深造，为自己的行政生涯做准备。大约在1366年，乔叟到过西班牙，此行或与黑王子试图参与西班牙王位的战争有关，可能曾去圣地亚哥-德孔波斯特拉朝圣。同年，乔叟和爱德华三世的皇后艾诺的菲力帕的女侍臣菲利帕·德·洛埃特结婚，菲利帕·洛埃特是和凯瑟琳·斯温福德是姐妹关系，而斯温福德后来成了乔叟的护主冈特的约翰的第三任妻子
1367年6月20日乔叟被授予“仪仗卫士”的头衔，1368年被擢升为“候补骑士”。“候补骑士”没有明确的任务，主要是到内廷说古道今或弹琴唱歌，乔叟或许在此时已经展现出他的文学才能，才获得这一头衔。之后一段时间乔叟常携带信件到外国去。1368年，他有可能参加了在米兰举行的安特卫普的莱昂内尔和维奥莱特·维斯孔蒂的婚礼，史学家让·傅华萨和大诗人彼特拉克当时也参加了婚礼。研究者认为乔叟此时已经写完了《公爵夫人之书》，这是一篇挽歌，献给刚去世的兰开斯特的布兰奇。
1369年，乔叟参加军事行动，到达皮卡第。1372-1373年他首次赴意大利，到过热那亚和佛罗伦萨，协商通商事宜。很多研究者认为，乔叟在意大利时应该见到了彼特拉克和薄伽丘，两人向乔叟介绍了人文主义的观点和意大利的文学创作情况，乔叟的一些作品明显受到他们的影响。1374年爱德华三世在圣乔治日赐予乔叟“余生每天一加仑酒”的待遇，这可能是对乔叟诗歌创作的奖赏；爱德华三世还让他免费居住在阿尔德门。6月乔叟被任命为港务监督，又获得冈特的约翰赐给的年金，生活富裕起来。1376和1377两年内，他曾三次被派去法国，目的不明。后来的文献称他是去协商理查二世和法国公主结亲的事，以期结束百年战争。
1378年乔叟再次前往意大利，和米兰的统治者巴纳波·维斯康蒂以及英籍雇佣兵首领约翰·霍克伍德谈判，有人认为《坎特伯雷故事集》中骑士的形象就源自约翰·霍克伍德。之后的六七年关于乔叟的记载不多，研究者认为他此时可能在专心写自己的代表作《坎特伯雷故事集》。1385年10月乔叟，被指派为肯特郡的治安法官，主要任务是在法国有可能入侵的形势下保持肯特郡的和平。1386年8月他被选为下议院议员。1387年乔叟的妻子去世，乔叟陷入痛苦之中；不久伍德斯托克的托马斯，第一代格洛斯特公爵掌握大权，打击国王信任的人，乔叟的年金经过审议后被转给了别人，他又陷入经济拮据中。

### 晚年

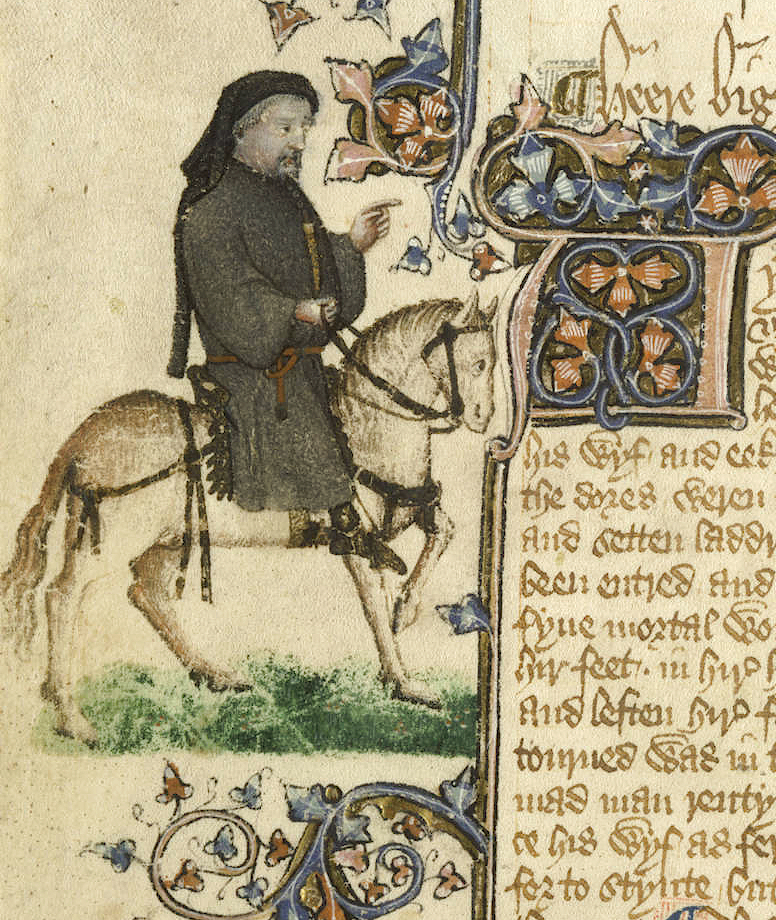
埃斯梅尔手稿中所绘的朝圣客装扮的乔叟

1389年理查二世重新掌握了权力。7月12日，乔叟被任命为国王产业管理员，照看国王的城堡和庄园。在乔叟的任期内，他没有组织大的工程，但的确组织了对威斯敏斯特宫，圣乔治教堂和伦敦塔等地的修缮。这是一份收入颇丰的工作，每天薪水两先令，大概是他之前工作的三倍。同时乔叟还兼任费肯汉姆森林中的国王木屋的照看人，这主要是个荣誉职位。
1390年9月中的四天内，乔叟三次遭到抢劫，也许因此受伤，这可能是他在次年的6月17日辞去职务的原因。但辞职后不久的6月22日，他就被任命为位于萨默塞特的北伯泽顿的王室森林的林务次官。这一职位并不轻松，需要做很多工作来维护森林，但也有机会获得利益。1394年理查二世赐给乔叟二十英镑的年金。1399年10月亨利四世登基，将乔叟的年金加了一倍，但这笔钱可能没有发到乔叟手中。十二月他租用了威斯敏斯特教堂附近的一座住宅。1400年9月，王室赐给乔叟一大桶葡萄酒，之后就没有记载了。
喬叟据说是于1400年10月25日在倫敦逝世，但这个时间是镌刻在乔叟死后一百年才立起的墓碑上的，所以真实性值得怀疑。喬叟的死因不明，英國的中世紀研究專家特里·琼斯曾出了一本書《誰謀殺了喬叟？一个中世纪的神秘事件》，认为他是被理查二世的敌人甚至是亨利四世所谋杀的，但也只有一些旁证说明此事。乔叟死后以教区成员的身份葬於伦敦西敏寺。1556年他的灵柩被移葬到一个更好的墓穴，随着多位诗人的葬入，这里成了著名的“詩人之角”。

## 影響

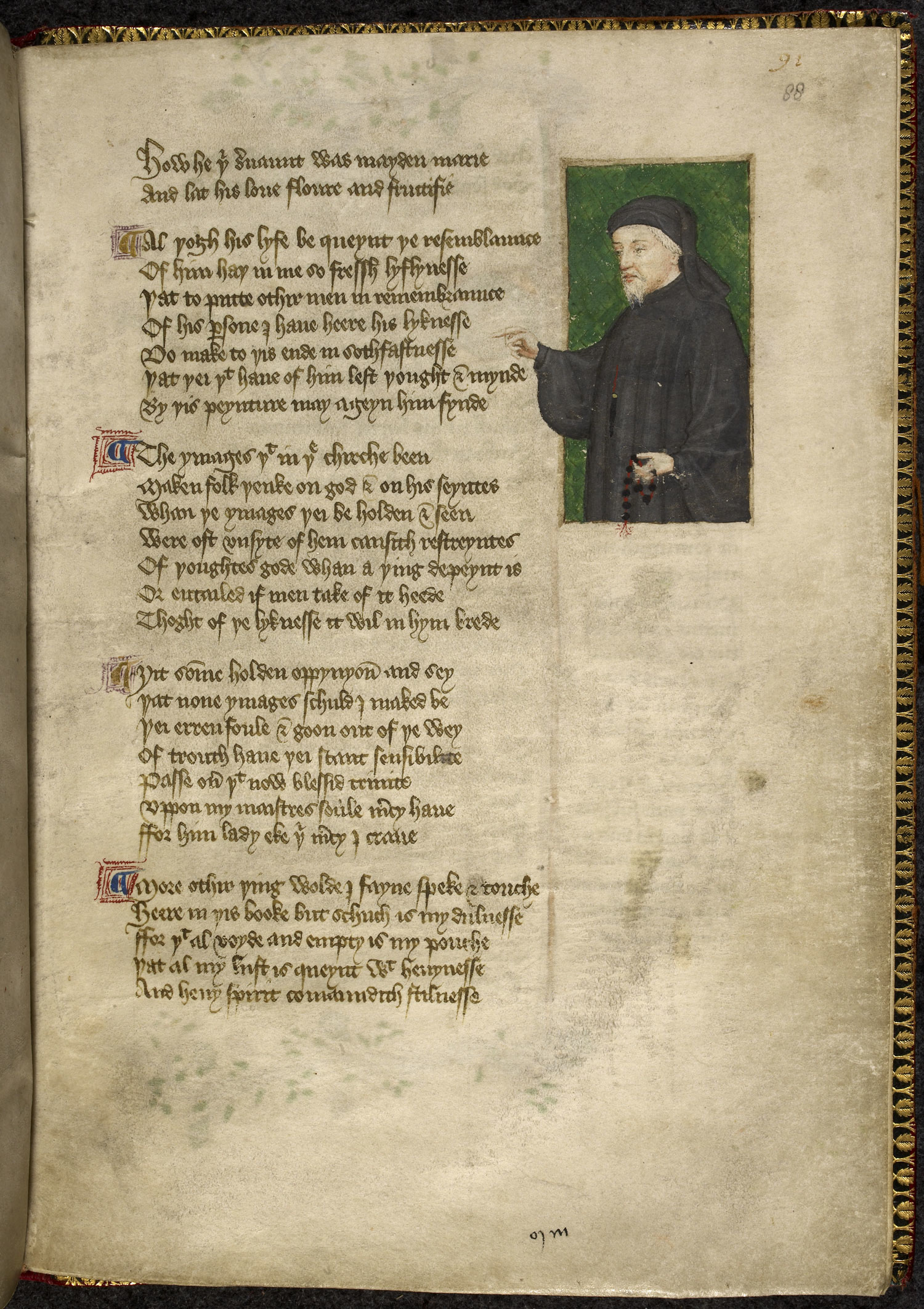
湯馬斯·霍克利夫手稿上的乔叟肖像，霍克利夫可能有見過乔叟

乔叟用歐陸重音音節的韵律寫作，這是自十二世紀起開始發展的格式，和盎格魯-撒克遜的头韵诗韵律不同。乔叟以創造韵律聞名，創造了rhyme royal，也是英國詩人中頭幾位在作品中使用類似五步抑扬格的five-stress lines的人，在他之前只有幾個未具名英國詩人的作品曾使用過乔叟會將five-stress lines整理為雙行句，最早是在《賢婦傳說》用到，後來也在許多作品中出現過，後來成為英文詩的標準格式之一。

## 流行文化
- 鲍威尔和皮斯伯格在1944年上映的電影夜夜春宵（英语：A Canterbury Tale (1944 film)）一開場就修改了乔叟的坎特伯雷朝聖者，影片發生在往坎特伯雷的路上，當時是在戰時。
- 在魯德亞德·吉卜林的故事《Dayspring Mishandled》中，一個作家計劃因他以前的朋友羞辱了他愛的女子，因此展開一場精細的復仇，以前的朋友是乔叟的專家，因此復仇的方式是編造一個中古時期的手稿纸，其中包括一份聲稱是失落的《坎特伯雷故事集》片段，其實是他自己的作品。
- 小行星2984及喬叟月坑（英语：Chaucer (crater)）都是以喬叟為名。
- 2001年，荷里活拍了一部名為《騎士風雲錄》（A Knight's Tale）的電影，片名取自《坎特伯雷故事集》中〈騎士的故事〉（"The Knight's Tale"）之名字，而喬叟亦有在電影中出現，由保羅·彼特尼扮演。

## 主要作品
- 《公爵夫人之書（英语：The Book of the Duchess）》
- 《声誉之堂（英语：The House of Fame）》
- 《众鸟之会（英语：The Parliament of Fowls）》
- 《賢婦傳說（英语：The Legend of Good Women）》
- 《特洛伊羅斯與克麗西達》
- 《坎特伯雷故事集》

## 外部連結
- Geoffrey Chaucer的作品  - 古騰堡計劃
- WorldCat 聯合目錄中杰弗里·乔叟的著作或與之相關的著作
- Poems by Geoffrey Chaucer at PoetryFoundation.org （页面存档备份，存于）
- Hulbert, James Root. . Collegiate Press, G. Banta Pub. Co. 1912: 75  [2011-07-12]. （原始内容存档于2020-10-31）.
- Early Editions of Chaucer （页面存档备份，存于）
- eChaucer: Full Texts, Modern Translation, and Easy-To-Use Concordance
- BBC television adaptation of certain of the Canterbury Tales （页面存档备份，存于）
- "Geoffrey Chaucer Hath a Blog" (A Chaucer parody blog) （页面存档备份，存于）
- Chaucer （页面存档备份，存于） at The Online Library of Liberty

Educational institutions
- Caxton's Chaucer Portuguese Web Archive的存檔，存档日期2009-07-03 – Complete digitised texts of Caxton's two earliest editions of the Canterbury Tales from the British Library
- Caxton's Canterbury Tales: The British Library Copies An online edition with complete transcriptions and images captured by the HUMI Project
- Chaucer Metapage （页面存档备份，存于） – Project in addition to the 33rd International Congress of Medieval Studies
- Chaucer Page （页面存档备份，存于） by Harvard University
- Three near-contemporary portraits of Chaucer
- Astronomy and astrology in Chaucer's work Archive.today的存檔，存档日期2012-12-05
- Chaucer and his works: Introduction to Chaucer and his works | Descriptions of books with images （页面存档备份，存于）